# Метиловый фиолетовый

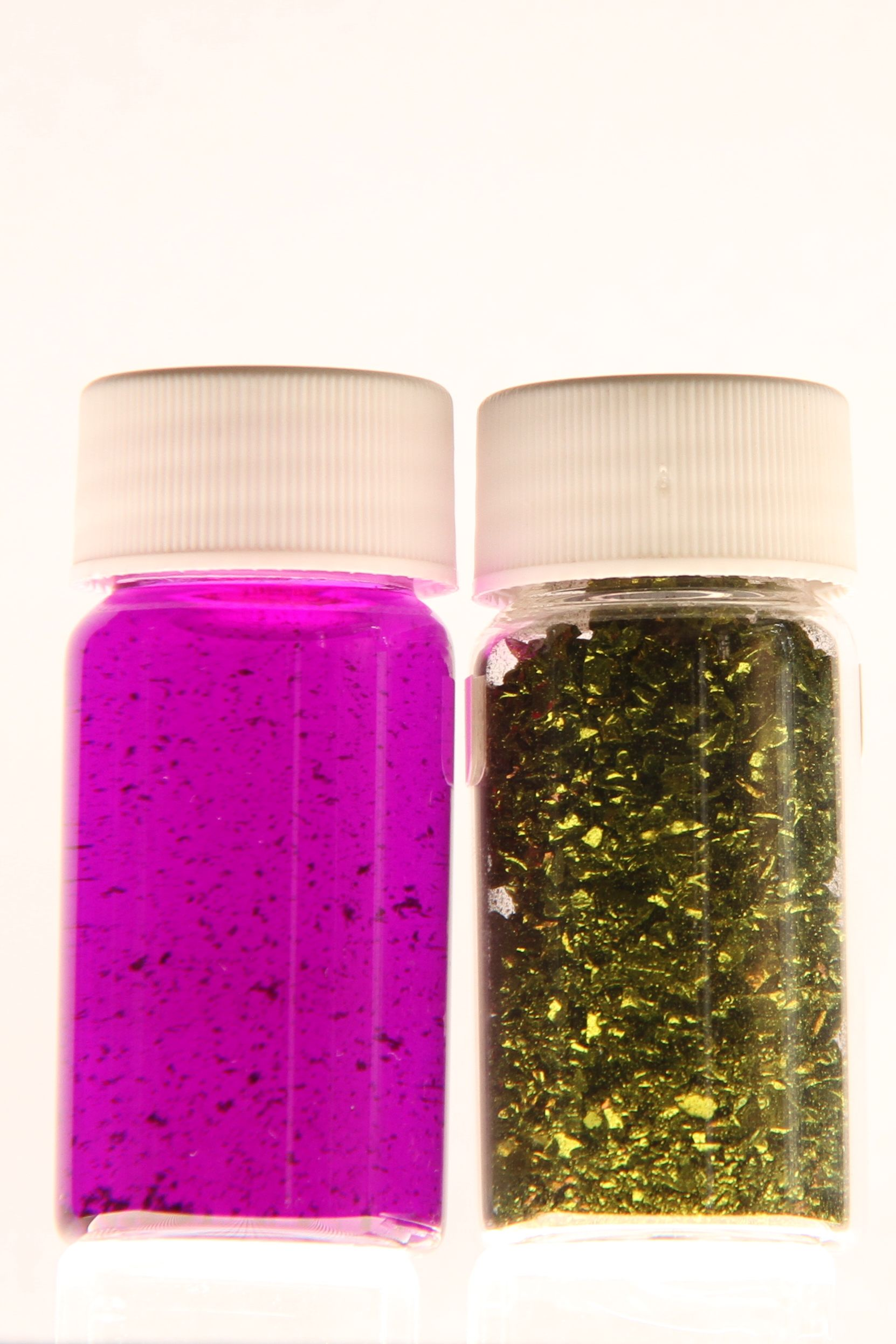
Метилвиолет твёрдый и в водном растворе

Метиловый фиолетовый (метилвиолет) — органический краситель, представляющий алкильные (в основном, метильные) производные фуксина. В зависимости от числа метильных групп различают формы метивиолета, которые отличаются цветом: увеличение числа метильных групп вызывает постепенный переход цвета к синему. Наиболее распространенные формы:

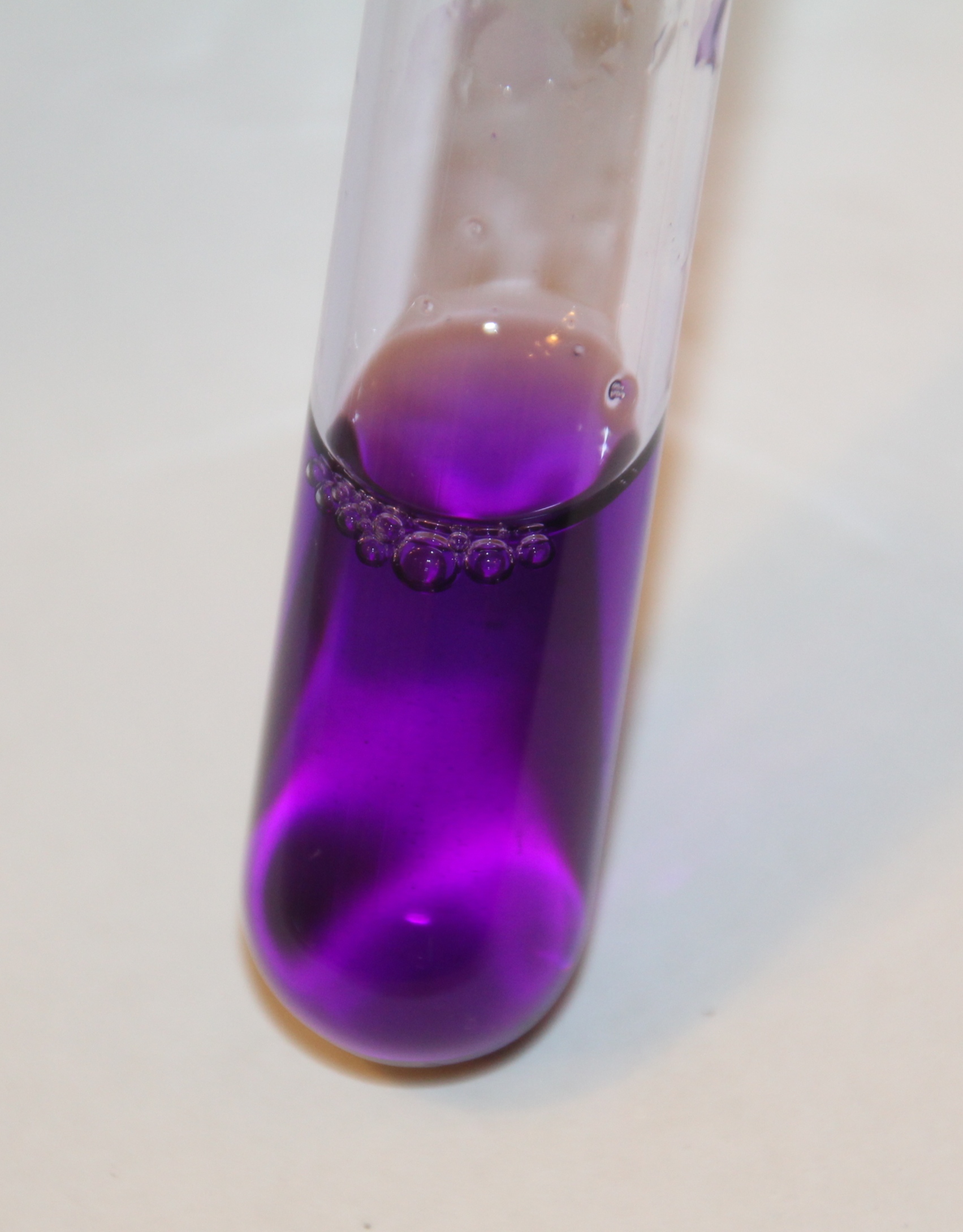
Водный раствор метилового фиолетового

- кристаллический фиолетовый  (метиловый фиолетовый 10В);
- метиловый фиолетовый 6В;
- метиловый фиолетовый 5В;
- метиловый фиолетовый 2В.

Применяется для изготовления чернил, окраски лент пишущих машинок, для окраски микроорганизмов (метод Грама), ограниченно — для крашения шерсти, шёлка, в аналитической химии для определения некоторых ионов.